# Tunnelen
Tunnelen (bra: O Túnel; prt: O Túnel - Encurralados; usa: The Tunnel) é um filme de suspense e catástrofe norueguês de 2019 dirigido por Pål Øie. O filme segue o motorista de escavadeira Svein, interpretado por Thorbjørn Harr, durante um incêndio em um túnel rodoviário de nove quilômetros de extensão.
Durante o The Kanon Award 2019, o filme ganhou o Prêmio do Público e também foi indicado na categoria de Melhor Produtor (John Einar Hagen e Einar Loftesnes) e Melhor Design de Som (Hugo Ekornes). Durante o Amanda Award 2020, Ingvild Holthe Bygdnes ganhou a categoria de Melhor Atriz Coadjuvante pelo filme.

## Sinopse
No Natal, um caminhão-tanque cai em um túnel norueguês, causando um grande incêndio. Elise, a filha do bombeiro voluntário Stein Berge, está presa com muitas outras pessoas no túnel. Agora Stein e seus colegas tentam salvar a todos.

## Elenco
- Thorbjørn Harr como Stein
- Ylva Lyng Fuglerud como Elise
- Lisa Carlehed como Ingrid
- Ingvild Holthe Bygdnes como Andrea
- Mikkel Bratt Silset como Ivar
- Per Egil Aske como Christian
- Jan Gunnar Røise como Gunnar
- Silje Breivik como Mia

## Recepção

### Resposta da crítica
De acordo com o site agregador de críticas Rotten Tomatoes, 65% dos críticos deram ao filme uma crítica positiva com base em 20 críticas, com uma classificação média de 6/10.